# Vechtspel
Een vechtspel is een genre van computerspellen, waarin de nadruk ligt op gevechten. Dit zijn vrijwel altijd gevechten tussen twee spelers, of tussen een speler en een NPC. De gevechten tussen deze personages vinden plaats in een kleine arena.

## Geschiedenis
Een van de eerste vechtspellen was Heavyweight Champ uit 1976. In de jaren 80 bloeide het genre op met onder andere de Street Fighter-reeks. In de jaren 90 werd dit gevolgd door de zeer succesvolle Mortal Kombat-serie. Vechtspellen waren vooral populair als arcadespellen. Eind jaren 80 en begin jaren 90 wordt gezien als de periode dat vechtspellen op hun populairst waren. Tegen het einde van de jaren 90 verloren de arcadespellen echter terrein op andere spelcomputers, waarmee vechtspellen ook aan populariteit verloren. Vechtspellen zijn vandaag de dag nog steeds populair, maar in mindere mate dan tijdens het arcadetijdperk.

## Achtergrond
In tegenstelling tot bij veel andere spelgenres, waarbij het ene personage duidelijk sterker of sneller is dan het andere, zijn de personages in vechtspellen doorgaans gelijk in kracht. Het enige waarin ze van elkaar verschillen zijn hun unieke vaardigheden en wapens.
Het spel bestaat uit een aantal duels tussen strijders. Iedere strijder heeft een krachtmeter, die na iedere geïncasseerde klap of schop terugloopt. Als de meter op 0 staat, gaat de strijder knock-out, en heeft de tegenstander gewonnen. Als er een tijdslimiet is, wint de speler met de meeste energie in zijn meter.
De spellen draaien vaak om mystieke toernooien, hoewel de speler ook weleens een of andere bende moet uitschakelen. Een aantal strijders kan gekozen worden door de speler. Eerst zullen alle andere, niet-gekozen strijders moeten worden verslagen, waarna de speler het tegen een aantal eindbazen moet opnemen. Men kan ook, bij gebruik van een spelcomputer met meer dan één besturingseenheid, tegen elkaar spelen.
Liefhebbers van vechtspellen zijn over het algemeen in te delen in twee kampen: de fans van tweedimensionale vechtspellen (zoals naast de reeds genoemde Street Fighter, Art of Fighting, Fatal Fury: King of Fighters, World Heroes en Samurai Showdown, ook Guilty Gear, Marvel vs. Capcom en The King of Fighters) en fans van driedimensionale vechtspellen (zoals de eerder genoemde Tekken-serie van Namco, maar ook Sega's Virtua Fighter of Team Ninja (Tecmo)'s Dead or Alive-serie).
Dat laatste kamp is inmiddels aanzienlijk groter, maar de 2D-spellen moeten qua gameplay niet worden onderschat. 3D beat 'em ups staan weliswaar een grotere mate aan bestuurlijke complexiteit toe vanwege de meerdere richtingen waarin de speler zich kan manoeuvreren, maar de 2D beat 'em ups worden door sommigen gezien als intenser en intiemer. Vooral als deze zijn gemaakt met de traditionele anime-achtige animatiestijl, zoals Guilty Gear.

## Voorbeelden
Voorbeelden in dit genre zijn de Street Fighter-reeks, Dragon Ball Z: Budokai, Tekken, World Heroes, Body Blows, de Super Smash Bros.-serie en Samurai Showdown. De Mortal Kombat-serie kreeg zeer veel kritiek vanwege de extreme bloederigheid: iedere strijder heeft één of meer fatalities, waarbij de winnaar de verliezer op een gruwelijke, maar creatieve wijze kan vermoorden.